# Romagnano al Monte
Romagnano al Monte è un comune italiano di 378 abitanti della provincia di Salerno in Campania.

## Geografia fisica

### Territorio
L'abitato sorge in località Ariola, a 650 m s.l.m., lungo un crinale collinare sulle pendici meridionali del gruppo montuoso Eremita - Marzano, delimitato a ovest dal comune di Buccino, a nord da Ricigliano, a est dal vallone del torrente Platano che segna il confine con la Basilicata, e a sud dal fiume Bianco. Il territorio comunale ha una superficie di 9 km².
Classificazione sismica: zona 1 (sismicità alta), Ordinanza PCM. 3274 del 20/03/2003

### Clima
La stazione meteorologica più vicina è quella di Contursi Terme. In base alla media trentennale di riferimento (1961-1990), la temperatura media del mese più freddo, gennaio, si attesta a +6,9 °C; quella del mese più caldo, luglio, è di +24,5 °C
| Contursi Terme     | Mesi | Mesi | Mesi | Mesi | Mesi | Mesi | Mesi | Mesi | Mesi | Mesi | Mesi | Mesi | Stagioni | Stagioni | Stagioni | Stagioni | Anno |
| Contursi Terme     | Gen  | Feb  | Mar  | Apr  | Mag  | Giu  | Lug  | Ago  | Set  | Ott  | Nov  | Dic  | Inv      | Pri      | Est      | Aut      | Anno |
| ------------------ | ---- | ---- | ---- | ---- | ---- | ---- | ---- | ---- | ---- | ---- | ---- | ---- | -------- | -------- | -------- | -------- | ---- |
| T. max. media (°C) | 9,9  | 10,6 | 13,9 | 17,6 | 22,0 | 26,4 | 29,8 | 30,0 | 26,1 | 20,8 | 14,2 | 13,2 | 11,2     | 17,8     | 28,7     | 20,4     | 19,5 |
| T. min. media (°C) | 3,9  | 4,4  | 6,2  | 9,1  | 12,5 | 16,6 | 19,2 | 18,9 | 16,1 | 12,3 | 7,8  | 6,1  | 4,8      | 9,3      | 18,2     | 12,1     | 11,1 |

- Classificazione climatica: zona D, 2083 GG

## Origini del nome
Il termine è di chiara origine latina. In epoca classica, infatti, era un fundus appartenente alla famiglia patrizia dei Romanius. «Quest'usanza di considerare come un toponimo il nome di un grande fondo rustico e della famiglia a cui il fondo apparteneva - scrive infatti Mario Attilio Levi - rimase nelle abitudini dell'Italia antica ancora in avanzata età imperiale; cosicché tuttora conserviamo nella nostra toponomastica i nomi di località che non sono altro che indicazioni di tenute familiari» Fino all'unità d'Italia si chiamava semplicemente Romagnano. Con la fine del Regno delle Due Sicilie gli venne aggiunto al Monte per distinguerlo da Romagnano Sesia (NO).

## Storia
Il centro storico si presenta arroccato su un crinale a picco sulle gole del fiume Platano che in quel tratto segna il confine tra la Campania e la Basilicata.
In epoca romana il suo territorio ricadeva sotto la giurisdizione dell'antica Volcei, cioè dell'attuale Buccino. Di tale periodo non restano che le affioranti tracce di un pavimento in opus signinum nei pressi di una villa in località San Pietro, e altri resti sparsi.
In epoca longobarda, un nucleo più consistente di abitanti venne a insediarsi laddove oggi sorge il centro storico del vecchio insediamento, distrutto dal sisma del 23 novembre 1980.
Sul volgere del primo millennio fu costruito in quel posto un castello e, poco distante, verso est, la prima chiesa parrocchiale intitolata alla Madonna del Parto e poi all'Assunta. I ruderi di questi due monumenti sono ancora visibili.
Agli inizi della seconda metà del XVII secolo, la parrocchia fu trasferita nella nuova chiesa dedicata alla Madonna del Rosario e ricostruita dalle fondamenta nella seconda metà del secolo successivo.

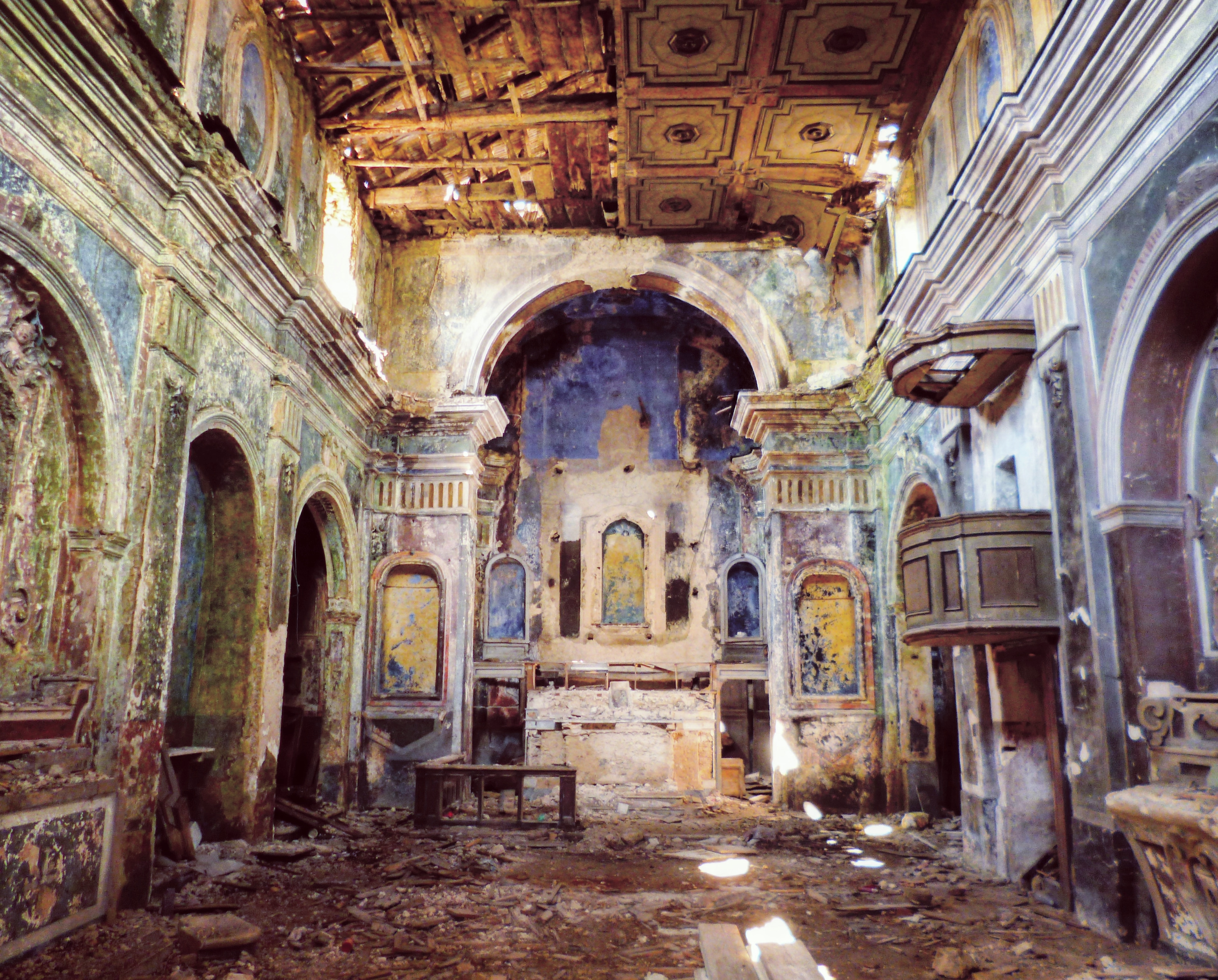
Romagnano al Monte, chiesa della Madonna del Rosario

Abbandonata in seguito al sisma del 23 novembre 1980, fu di nuovo riedificata ab imis fundamentis sotto lo stesso titolo nel nuovo insediamento in località Ariola.
Le prime notizie scritte compaiono in un registro databile al 1167. Nel 1297 la famiglia D'Alagni/a, detta anche d'Alaneo, ottenne il feudo di Romagnano in Principato Citra. «Il feudo di Romagnano rappresenta un raro caso di stabilità contro la mobilità di gran parte dei feudi meridionali. Esso infatti appartenne, salvo brevi interruzioni alla famiglia d'Alagno, dal Duecento fino al terzo decennio del Settecento e, successivamente, ai Torelli (o Torella) fino all'eversione della feudalità»..
Dalle note storiche presso l'Archivio di Napoli, risulta che una Lygni di nome Isabella, sposata e rimasta vedova di Alfonso d'Alagno, nel 1623, fece elevare il feudo da baronia a marchesato. Pietro, figlio, dal 1632 fu primo marchese di Romagnano, sposa Silvia Mastrilli, figlia di Paolo dei signori di Nola.
Nel primo decennio del XIX secolo scoppiò una sanguinosa lotta tra il feudatario e i briganti, che trucidarono i due figli del barone: Paolo e Ottavio Torella. L'autore dell'efferato crimine, il brigante Antonio Di Leo, il primo marzo del 1810 fu impiccato e dopo morto gli fu tagliata la testa, che restò per diverso tempo esposta nella piazza del paese.
Nello scorso secolo, personaggio di un certo rilievo è stato l'arciprete Tommaso Alessio che divenne pro-vicario del cardinale Alessio Ascalesi di Napoli.
Dal 1811 al 1860 ha fatto parte del circondario di Buccino, appartenente al distretto di Campagna del regno delle Due Sicilie.
Dal 1860 al 1927, durante il regno d'Italia ha fatto parte del mandamento di Buccino, appartenente al circondario di Campagna.
Il borgo fu danneggiato da ripetuti eventi sismici fino al decisivo terremoto dell'Irpinia del 1980, che determinò l'abbandono definitivo del vecchio paese in favore del nuovo centro abitato, costruito a 2 km di distanza.
La popolazione fu infatti sistemata in un primo momento tra i prefabbricati di contrada Palazzo, poi in contrada Ariola.
Il sito della città storica fu oggetto di spoliazione, in particolare furono asportati i portali lapidei di numerosi edifici che si affacciavano sull'asse stradale principale di accesso al paese e molti oggetti d'arte presenti nella chiesa della Madonna del Rosario, come il rivestimento marmoreo dell'altare principale e una cornice lignea che cingeva la nicchia retrostante, oltre alle acquasantiere e ai rivestimenti marmorei di alcuni altari laterali.

### Simboli
Stemma
La parte inferiore riporta la dicitura Comune di Romagnano al Monte; sopra si
diramano due ramoscelli: uno di ulivo e l'altro di quercia legati con un nastro giallo che forma un fiocco.
I ramoscelli fanno da cornice ad un rettangolo con la base inferiore tondeggiante che ha lo
sfondo di color celeste su cui è sospesa una piccola torre con una porta centrale e quattro piccoli merli. Sotto la torre scorre un fiume azzurro delimitato ai due lati da piloni di pietra. Sopra il rettangolo c'è una torre a forma di corona con feritoie e merli, il tutto di colore marrone. Le raffigurazioni poggiano sopra uno sfondo bianco.
Gonfalone
Il Gonfalone è un drappo azzurro con al centro lo stemma comunale.

## Monumenti e luoghi d'interesse

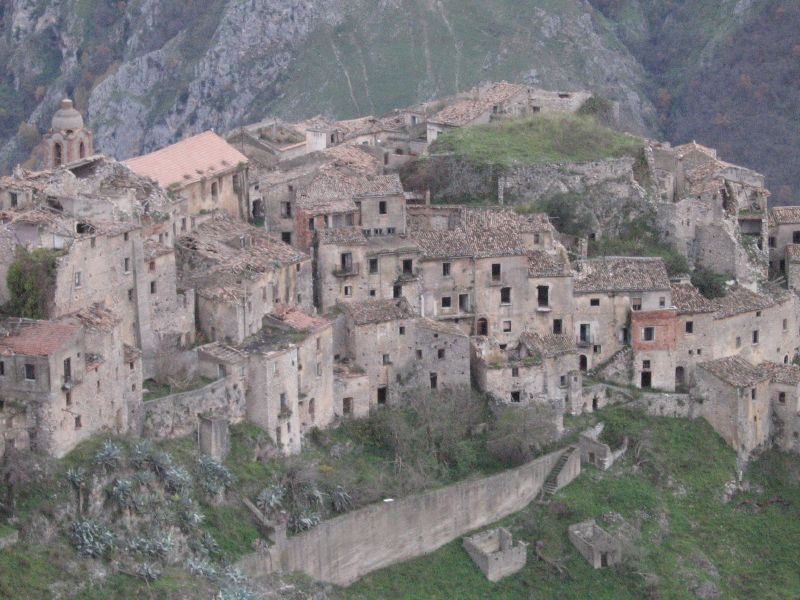
Particolare del centro storico abbandonato

- Centro storico abbandonato, con ruderi del castello e della chiesa parrocchiale.
- Mulino di Carpenino
- Area boschiva di Mancosa
- Area boschiva di Carpenino
- Area boschiva di Coste

## Società

### Evoluzione demografica
Abitanti censiti

### Etnie e minoranze straniere
Al 1º gennaio 2018 a risultavano residenti 16 cittadini stranieri, pari al 4,3% della popolazione.

### Religione
La maggioranza della popolazione è di religione cristiana di rito cattolico; l'unica parrocchia del vecchio insediamento, fondata nel 1674, come arcipretura curata, è stata ricostruita nel nuovo paese e inaugurata il 24 novembre 2007; fa parte della forania di Buccino, che rientra a sua volta nei confini dell'arcidiocesi di Salerno-Campagna-Acerno.

## Cultura

### Cucina
I piatti tipici della cucina locale sono ricavati da animali da cortile come il coniglio (tradizionalmente preparato "imbottito" e condito con erbe aromatiche anche selvatiche).

## Geografia antropica
L'abitato attuale è sorto a seguito del Terremoto dell'Irpinia del 1980, in località Ariola a circa 2 km dall'abitato vecchio che è stato abbandonato completamente. Altre località abitate sono Palazzo, presso Ariola, e Romagnano Scalo, a ridosso della stazione ferroviaria.
In base allo statuto comunale, datato 10 maggio 2008, sono individuate come uniche frazioni:
- Carpenino
- Santa Maria (Romagnano scalo)

## Economia
Nel comune non sono presenti attività commerciali rilevanti.

## Infrastrutture e trasporti

### Strade
Le principali vie di collegamento del comune sono:
- la strada provinciale 85 Buccino-Romagnano al Monte che collega il paese a Buccino
- la strada provinciale 415 Romagnano al Monte-Scalo di Romagnano che collega il borgo alla stazione ferroviaria e alla strada regionale 407 e quindi al Raccordo autostradale 5 Sicignano-Potenza.

### Ferrovie
In località Romagnano Scalo vi è la stazione di Romagnano-Vietri-Salvitelle lungo la ferrovia Battipaglia-Potenza-Metaponto.

### Mobilità urbana
La mobilità è affidata, per i trasporti extraurbani, alla società Sicurezza e Trasporti Autolinee - Sita Sud S.r.l. che collega il borgo con Buccino.

## Amministrazione

### Sindaci
Di seguito vengono elencati i primi cittadini del Comune, dal 1985 ad oggi, così come riportato nell'archivio del Ministero dell'Interno
| Periodo           | Periodo           | Primo cittadino     | Partito                                     | Carica                    | Note                     |
| ----------------- | ----------------- | ------------------- | ------------------------------------------- | ------------------------- | ------------------------ |
| 12 giugno 1985    | 31 luglio 1990    | Nicola Gallina      | lista civica                                | Sindaco                   |                          |
| 31 luglio 1990    | 4 giugno 1994     | Nicola Gallina      | Democrazia Cristiana                        | Sindaco                   | Dimissioni               |
| 4 giugno 1994     | 12 settembre 1994 | Antonio Tortoriello | Partito Socialista Italiano                 | Sindaco                   | Dimissioni del Consiglio |
| 12 settembre 1994 | 21 novembre 1994  | Vincenzo Monaco     | -                                           | commissario straordinario |                          |
| 21 novembre 1994  | 30 novembre 1998  | Antonio Tortoriello | lista civica                                | Sindaco                   |                          |
| 30 novembre 1998  | 27 maggio 2003    | Antonio Tortoriello | sinistra                                    | Sindaco                   |                          |
| 27 maggio 2003    | 27 maggio 2013    | Giuseppe Caso       | lista civica                                | Sindaco                   |                          |
| 27 maggio 2013    | 10 giugno 2018    | Giuliana Colucci    | lista civica Nella Continuità per Romagnano | Sindaco                   |                          |
| 10 giugno 2018    | in carica         | Giuseppe Caso       | lista civica Nella Continuità per Romagnano | Sindaco                   |                          |

### Altre informazioni amministrative
Il comune fa parte della Comunità montana Tanagro - Alto e Medio Sele.
Le competenze in materia di difesa del suolo sono delegate dalla Campania all'Autorità di bacino interregionale del fiume Sele.

## Sport
Il comune è dotato di un campo da calcio in loc. Pian di Pede e di un campo da calcetto più uno da tennis/pallavolo in loc. Ariola..